# Абиссинское золото
Абисси́нское зо́лото — медный сплав, имитирующий золото по цвету: содержит 88 % меди, 11,5 % цинка и 0,5 % золота; последняя добавка способствует более продолжительному сохранению блеска без потускнения.
По другим источникам можно найти такие рецептуры:
90% меди , 8 ⅓% цинка и 0,08 ... 1% золота;
72% меди, 27% цинка и 1% золота;
84 ... 94% меди, 6 ... 12% цинка, 0,5 ... 1,5% золота и 1% олова.
Название сплав получил из-за того, что впервые был создан в Абисинии ( Эфиопии ). 

## Применение
Широко использовался в XIX веке для изготовления ювелирных изделий (бижутерии).
На металлические коронки напыляют абиссинское золото и получают золотые зубные коронки.
Абиссинское золото часто отождествляют с «Talmigold» (или французское золото), которое имеет подобный состав.